# Sonate pour violoncelle et piano no 2 de Fauré
Pour les articles homonymes, voir Sonate pour violoncelle et piano.
La Sonate pour violoncelle et piano no 2 en sol mineur opus 117 est la seconde sonate pour violoncelle de Gabriel Fauré.

## Composition et création
La Sonate pour violoncelle et piano no 2 est à l'origine une commande de l'État français pour la cérémonie commémorative du centenaire de la mort de Napoléon Ier, le 5 mai 1922 aux Invalides. C'est pourtant le Chant funéraire dont l'orchestration a été faite par le chef de la musique de la garde républicaine, qui est donnée pour le centenaire. Gabriel Fauré le reprend pour en faire l'élément central de sa Sonate pour violoncelle et piano. Cette dernière est donc composée en 1921 à Paris et Ax-les-Thermes et dédiée à Charles Martin Loeffler, elle est créée le 13 mai 1922 à la Société nationale de musique à Paris avec Gérard Hekking au violoncelle et Alfred Cortot au piano. La même année, le compositeur, d'une santé pourtant précaire, signe un autre chef-d'œuvre : son cycle de mélodies L'Horizon chimérique. La Sonate pour violoncelle et piano no 2 est beaucoup plus mélodique et souriante que la rude Sonate pour violoncelle et piano no 1. Elle est également beaucoup plus dépouillée dans son écriture, comme l'a souligné Harry Halbreich.

## Structure
1. Allegro (à 
) ;
2. Andante (à , en ut mineur) : le mouvement est une transcription du Chant funéraire écrit par Fauré en mai 1921 pour le centenaire de la mort de Napoléon Ier ;
3. Finale : Allegro vivo (à 
, en sol mineur).

La durée d'exécution est d'environ dix-huit minutes.

## Analyse
Formellement, la Sonate pour violoncelle et piano est composée de deux allegros de proportions sensiblement identiques qui encadrent l'andante, transcription du Chant funéraire, beaucoup plus concis.

### Allegro
Il se compose de deux thèmes, qui ne s'opposent pas, mais qui sont reliés par un motif secondaire. À cela s'ajoutent deux développements qui succèdent l'un à l'exposition, l'autre à la réexposition. Le tout est cependant emporté par l'élan mélodique du violoncelle . Le thème initial, donné par une quinte ascendante, est suivi d'un motif secondaire qui lui sert de conséquent mélodique, puis est redonné canoniquement. Le second thème est donné cette fois par le piano, dans une athmosphère cantando, en valeurs longues. Le développement qui suit fait usage d'une élaboration contrapuntique sur le conséquent mélodique du premier thème. Il y a ensuite une superposition du premier thème à sa propre augmentation. La réexposition est écourtée, mais il lui succède un deuxième développement, également contrapuntique, cette fois autour du second thème. Le premier thème revient cependant dans la coda lumineuse dans sa tonalité de sol majeur.

### Andante
L'Andante baigne d'une atmosphère endeuillée, sans emphase, et est d'une extrême simplicité. Son inspiration la rend proche de l'Élégie, qui en est pourtant antérieure de quarante ans. La première phrase déploie son thème au violoncelle, dans une nuance forte, puis s'amplifie harmoniquement. Le second thème en la bémol majeur est une consolation en forme de choral d'abord jouée au violoncelle puis redite par le piano avant de moduler magnifiquement. La réexposition est grandiose et se fait d'abord par le premier thème, puis la reprise terminale du second en do majeur, tandis que le piano joue des imitations canoniques dans les graves. La conclusion, solennelle et apaisée apporte une élévation de la pensée des morts pleine de sagesse et de dignité.

### Finale: Allegro vivo
François-René Tranchefort qualifie le Finale de « scherzo pétillant, jubilant et quasi dionysiaque » ce qui en fait l'un des plus grands scherzo fauréens. Le thème est d'abord présenté au piano, par des rythmes syncopés par montées successives. La réponse est ensuite donnée par le violoncelle. L'animation va croissante et paraît désordonnée par sa mobilité tonale, son effervescence rythmique, ses gammes et ses arpèges, laisse pourtant arriver une seconde idée, chantante et sereine, qui est énoncée en mi bémol majeur au piano et repris par le violoncelle. Le retour du premier thème initial précède une sorte d'intermède spirituel qui en développe les premières notes staccato. Quand reparait la deuxième idée mélodique au piano, en sol majeur, la conclusion s'amorce sur le premier thème qui imprime son allégresse à toute la fin, très virtuose et expressive.

## Enregistrement
- Jean Decroos (violoncelle) et Danièle Dechenne (piano), Iramac 6513 stereo